# Ede Terényi
Ede Terényi (n. 12 martie 1935, Târgu Mureș, România – d. 26 noiembrie 2020, Cluj-Napoca, România), a fost un compozitor român de etnie maghiară. A fost, de asemenea, un muzicolog cu cercetări de limbaj sonor, stil și tehnici sonore singulare în peisajul științei muzicale autohtone, profesor cu o vastă experiență și unul dintre reprezentanții școlii muzicale clujene.

## Biografia
Studiile muzicale le-a început în orașul natal (1940-1952), continuându-le la Conservatorul din Cluj-Napoca unde a studiat compoziția. (1952-1958). Mai târziu a participat la cursurile de vară, Internationale Ferienkurse für neue Musik de la Darmstadt (1974, 1978), unde a frecventat seminariile de compoziție ale lui Xenakis, Stockhausen, Rihm și Ferneyhough. Din 1960 începe să predea la Conservatorul clujean, unde a ajuns să dețină titulatura de profesor universitar. A fost distins cu premii ale U.C.M.R. și cu premiul „George Enescu” al Academiei Române (1980). 
Limbajul muzical al lui Ede Terényi a trecut prin mai multe etape. În primele lucrări se observă influența folclorului maghiar din Transilvania și a muzicii lui Bartók. În anii 1960, compozitorul își conturează limbajul muzical personal, prin transfigurarea elementelor bartokiene și a muzicii seriale weberniene într-o viziune în care filonul folcloric rămâne clar perceptibil. Spre sfârșitul anilor 1970 Terényi se îndreaptă către grafismul muzical. Treptat, această tendință către un desen din ce în ce mai concis al parametrilor muzicali își găsește complementaritatea în muzica veche autohtonă, mai precis a secolelor al XV-lea și al XVI-lea (Dansuri galante, 1977; Simfonia in memoriam Bakfark, 1978). Ulterior Terényi explorează posibilitățile de a aduce în prim-plan elemente arhaice într-o formă mai modernă (Suita Hofgreff, 1982).
Din creația autorului cităm variațiunile simfonice Pasărea măiastră „In memoriam Brâncuși) 1965, simfonia pentru orchestră de coarde In memoriam Valentin Bakfark (1978) și Legenda Transilvaniei. A scris o serie de piese pentru orgă (Semper felice, Glocken, Die Trometen des Gottes). În anul 1996 Terényi a compus Variations on a theme of Benjamin Britten, pentru 16 instrumente de coarde soliste, precum și piesa pentru patru percuționiști În buticul lui Don Quijote. Anul 1997 este marcat de alte două lucrări, Variations-Bernstein (pentru două piane și doi percuționiști) și Oază în deșertul nebun.
Din creația sa muzicologică menționăm ampla monografie dedicată generației compozitorilor anilor 1930, publicată la Budapesta (1996). Alte cercetări ale sale în domeniul muzicologiei vizează aspecte de paramuzicologie, o nouă dimensiune a științelor muzicale, preconizând secolul al XXI-lea. A susținut conferințe, referate, comunicări științifice în țară și peste hotare (Ungaria, Germania), emisiuni de radio și televiziune. A publicat studii, articole, cronici muzicale în Muzica, Utunk, Korunk (Cluj), Igaz Szó (Târgu-Mureș), Revue Musicale Suisse (Berna) etc.

## Creația

### Muzică vocal-simfonică
In memoriam József Attila op. 2 (1967), cantată pentru voce și orchestră
Cântece de nuntă/Nuntă ardelenească (1959, rev. 1969), suită pentru cor mixt și orchestră populară, versuri populare
Cântece populare maghiare din Lopadea (1962), suită pentru voce și orchestră populară
Cântece de dragoste (1963), suită pentru soprano, tenor, cor mixt și orchestră de cameră, versuri populare
Te slăvesc Partid Iubit (1971), cantată pentru cor de copii, cor mixt și orchestră, versuri de Bartalis János
Nunta soarelui (1973), cantata pentru cor de femei și orchestră, versuri populare de colindă
Te Deum (1990), cor mixt și orgă/orchestră
Missa în La (1990), cor mixt și orchestră
Parafraze de missă pe melodii din secolul XVII, cor mixt, solo și orchestră

### Muzică simfonică
Concentrino (1958, rev. 1969), orchestră de cameră și orgă electronică
Pasărea măiastră, op. 3 (1965), variațiuni simfonice
Concert pentru pian și orchestră (1969, rev. 1989)
Concerto per Ars Nova (1976), concert pentru 13 instrumentiști
Concerto da camera (1976), cvartet de coarde și orchestră de cameră
Simfonia de coarde „În memoriam Valentin Bakfark”, op.14 (1978)
Capriccio per Do magiore (1977), orchestră de coarde
Vivaldiana (1983), concert neo-baroc
Rapsodia barocă
Rapsodii händeliene
Creanga de aur, concert neobaroc
Eminesciana – Pădurea de argint, concert neobaroc
Poarta soarelui, concert neobaroc
Focurile toamnei, concert neobaroc
Spațiu și lumină (1983), simfonie pentru orchestră mare
Hofgreff-symphony (1989)
Munți - păduri - vise, orchestră mare
Legenda Transilvaniei (1990)
Concert pentru harpă și orchestră (1990)
Simfonia Brâncuși
Concertoul reginei Mab, concert neobaroc

### Muzică de cameră
Sonatina pentru vioară și pian (1955, rev. 1965)
Joc cu șase sunete (1958), pian
Sonata aforistică „Omagiu lui Bella Bartok”, op. 1a (1961)
Preludiu nr.1 pentru flaut solo, op. 1b, omagiu lui Claude Debussy (1968)
Trei piese pentru pian preparat (1963)
Compoziție Bach (1968), orgă
Variațiuni pe o temă de Misztotfalusi Kis Miklos din sec. XVII, op.6 (1970), orgă
Trezine di Dante (1972), pentru bariton, trombon și pian, versuri traduse de Eta Boeriu
Cvartet de coarde nr.1, op.8  (1974)
Sonatina Burlescă pentru violoncel și pian, op.11 (1974)
Dansuri galante, op. 12 (1974), flaut, oboi, violoncel și clavecin
Jocuri pianistice, op.10 (1976), 20 piese pentru pian
Chaconna, op.15 (1979), variațiuni pentru orgă pe o temă de Messiaen
Sonată pentru doi percuționiști, op.17 (1980)
Sonată pentru vioară și pian pe teme bartókiene, op. 18 (1980)
Swinging, suite/tahiti (1985), cvartet de percuție
For four (1986), cvartet de percuție
Parade (1988), cvartet de jazz, pian și contrabas
Stabat Mater (1991), două voci feminine, orgă și instrumente de percuție
Cele șapte cuvinte ale lui Cristos (1991), soprană, bariton, orgă și instrumente de percuție
Figures (1993), clarinet și instrumente de percuție
White traiectory (1994)
In solemnnitate corpore Christi (1994), orgă
Messianescue (1994), orgă
Dai Trompeten des Gottes (1995), orgă și trompetă
Scai-skeep (1995), instrumente de percuție
Musica design 1 (1995), formație camerală
În buticul lui Don Quijote (1996), intrumente de percuție
Bernstein-variations (1997), două piane și instrumente de percuție
Oază în deșertul nebun (1997), scene dramatice pentru soprană, clarinet și pian

### Muzică corală
Două coruri pentru voci de femei (1954, 1957, rev. 1968) versuri populare
Două cântece de dragoste (1968) cor mixt, versuri populare (cuprinde: Spune mândro spune, Vine doru prin grădină)
Cinci cântece pentru pionieri (1964, rev. 1969), coruri pe două trei voci egale și pian
Trei madrigale (1972), cor mixt, versuri de József  Attila, în românește de Ana Văileanu-Nicoară.
Suită mică pentru cor de copii și jucării, versuri de V. Sándor
50 Canoane pe voci egale (1974)
Nouă madrigale (1974), cor mixt, versuri de Balasi Balint, în românește de Adrian Pop (cuprinde: Inventio poetica, Villanella)
Voyelles-vocales (1974), cor mixt cu diferite instrumente, ad libitum, versuri de Arthur Rimbaud
Trei Coruri (1974), cor de femei, versuri populare
Carmina Napocensia (1977), cor mixt, text în limba străină
Salut prietenesc de la Ady Endre (1977), cor mixt de femei, versuri de Ady Endre
Gagliarda (1980), cor mixt de femei, versuri de József  Atila, traducere de Iosif Herțea.

### Muzică vocală
Floare albă (1952) cor pe două și trei voci egale, versuri populare maghiare, traduse de Cristina Bohaciu
Cantată lirică (1966, rev. 1968), ciclu de lieduri pentru voce și flaut, versuri de Horváth Imre
In memoriam Ady, op. 5, nr. 1 (1969), bariton și pian, versuri de Ady Endre
Medalii, op. 5, nr. 2 (1969), ciclu de lieduri pentru voce și pian, versuri de József Attila
Trei cântece (1973), soprană și pian, versuri de József Attila
Muzică pe versuri de Ady, op. 13 (1977), ciclu de șase cântece pentru bariton și pian, versuri de Ady Endre
Patru cântece populare din comuna Sic, op.19 (1981), soprană și pian, versuri populare
Șase cântece ceangăiești, op. 19b (1981), soprană și pian, versuri populare
Micropantomimes, op.20 (1981), mezzosoprană și pian, versuri de Balla Zsófia

### Muzicologie
„Problema polivalenței în armonizarea modernă” în Lucrări de Muzicologie, nr.1, Cluj, 1965
„Tipuri de cadențe finale în muzica contemporană” în Lucrări de Muzicologie, nr.4, Cluj, 1968
„Succesiuni acordice specifice muzicii moderne” în Lucrări de Muzicologie, nr.5, Cluj, 1969
„Structuri de straturi acordice în muzica contemporană” în Lucrări de Muzicologie, nr.6, Cluj, 1970
„Compozitori, lucrări, stiluri” în Scrieri muzicologice/Zenetudományi irások, Cluj, 1977
Zene marad-e a zene. Zenei essék/Eseuri muzicale, București, 1978
„Lumea armonică a Simfoniei de cameră de George Enescu” în Lucrări de Muzicologie, Cluj, nr.8-9, 1979
„Armonia – factor determinant al evoluției culturii muzicale europene” în Lucrări de muzicologie, Cluj, nr.10-11, 1979
„Conceptul armonic al lui Sigismun Toduță în lumina muzicii sale corale” în Lucrări de muzicologie, Cluj, nr.14, 1979
„Contribuții la teoria armoniei muzicii secolului al XX-lea” în Zenetudományi irások, vol.2, București, Edit. Kriterion, 1981
Perioadele de creație ale compozitorului Veress Sándor, Budapeszt, Zenemükiado Vallalalt, 1982
Generația 1927-1942 „Forras” a compozitorilor maghiari din România, București, Edit. Kriterion, 1983
„Modelul armonic central în Sonata nr.3 pentru vioară și pian de George Enescu” în Lucrări de Muzicologie, Cluj, nr.17-18, 1985.

## Legături externe
- „Ede Terényi”, Discogs, accesat în 4 noiembrie 2019